# Elice

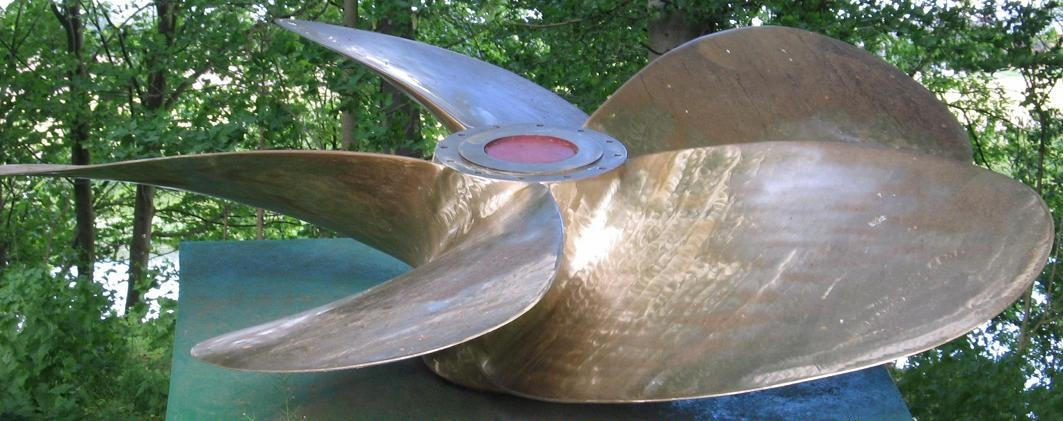
Elicea unui vapor

Elicea (din greacă helix, "spirală") este un mijloc de propulsie care realizează deplasarea unei nave sau avion prin rotirea paletelor elicei, care sunt amplasate radial pe axa elicei.

## Istoric
Elicea este un agregat care utilizează diferența de presiune dintre intradosul și extradosul palelor acesteia care apare în mișcarea de rotație a elicei.

## Principiu de funcționare
Paletele elicei sunt amplasate astfel încât să producă prin rotație deplasare aerului sau a apei. Pe suprafața lor iau naștere forțe determinate de diferențele de presiune, forțe care asigură propulsia navei, respectiv a avionului. Fiecare paletă a elicei contribuie la acest efect de propulsie. Efectul se poate observa la vapoare sau toate ambarcațiunile cu motor, vehicule cu pernă de aer, avioane, elicoptere.
După principiul de funcționare o elice este inversul turbinei, prin faptul că cedează energie mediului înconjurător pe când turbina preia energia din mediul înconjurător.
Lățimea paletelor este în funcție de unghiul de amplasare a lor pe axa elicei și în funcție de viteza de rotație. De obicei paletele au un profil aerodinamic care creează în timpul funcționării diferențe de presiune pe fețele paletelor. Intensitatea acestui efect poate fi reglată prin modificarea vitezei sau poziției paletelor elicei.

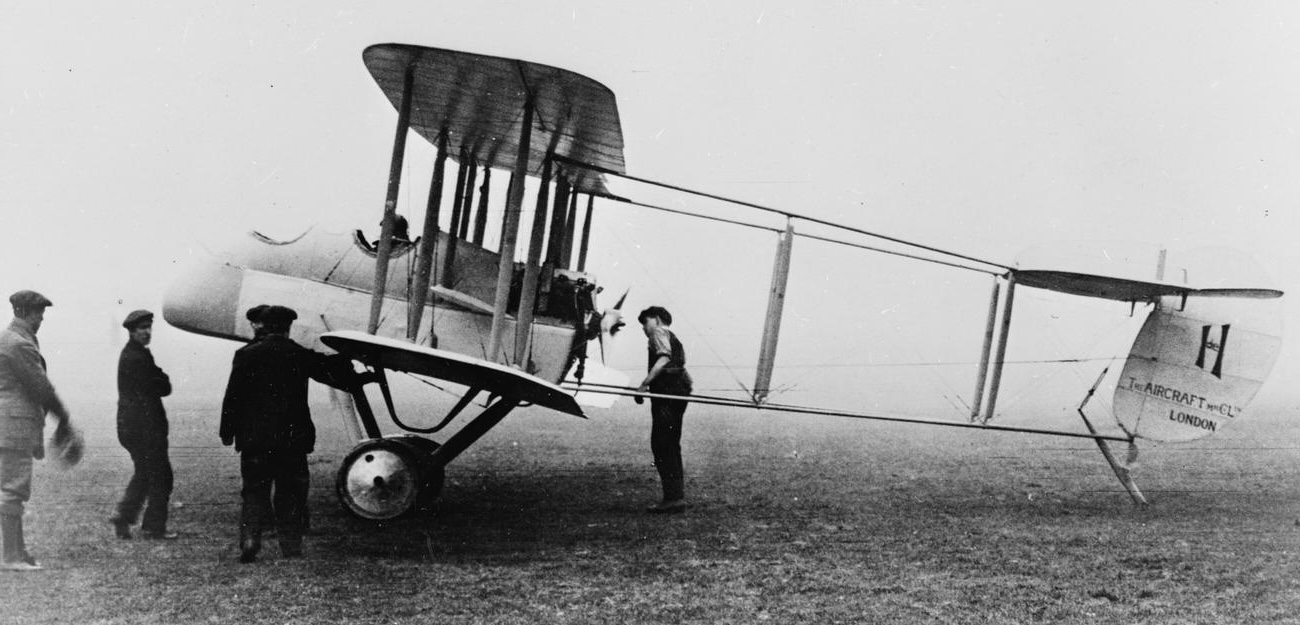
Airco D.H.1

## Elicea propulsivă

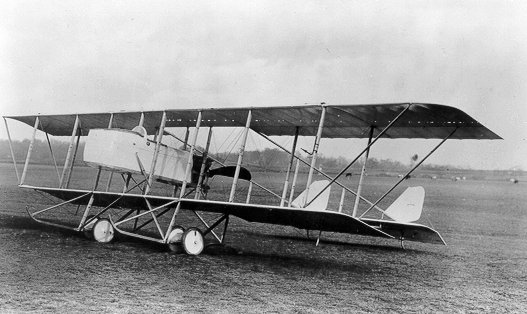
Farman MF.11 cu elice de propulsie

Avioanele echipate cu acest tip de elice permit pilotului să fie în fața elicei, care în timpul rotației  va împinge avionul. Acest tip de elice l-a folosit pilotul francez Farman (1913), principiul fiind folosit de avioanele militare britanice Airco D.H.1 și Airco D.H.2 cu scopul ca în față să fie posibilă folosirea mitralierei. Ulterior au fost introduse combinații dintre elicele tractive și cele propulsive (Dornier Do 335 sau Cessna Skymaster).

## Formule de calcul
Formula prin care se calculează deplasarea:
{\displaystyle J={\frac {v_{A}}{n\,D}}}
definește raportul dintre viteza curentului axial {\displaystyle v_{A}} și viteza punctelor exterioare de pe circumferința elicei {\displaystyle (n\,D)}. Aceasta fiind abscisa în diagrama de deplasare liberă putând fi exprimată prin următoarele trei funcții:
- Valoarea Schubei {\displaystyle K_{T}(J)={\frac {T}{\rho \,n^{2}D^{4}}}}
- Valoarea forței de torsiune {\displaystyle K_{Q}(J)={\frac {Q}{\rho \,n^{2}D^{5}}}}
- Valoarea unghiului paletelor {\displaystyle \eta _{O}(J)={\frac {T\,v_{A}}{2\pi \,n\,Q}}={\frac {J}{2\pi }}\cdot {\frac {K_{T}}{K_{Q}}}}

## Elice navale
O elice navală este un organ propulsor de tip reactiv utilizat la majoritatea navelor cu propulsie mecanică. Se compune din 2-6 pale (de obicei 3-4), dispuse simetric și în sens radial pe un butuc central cuplat prin intermediul unui ax cu mașina principală a navei. Forța de împingere (propulsie) a elicei este de natura reactivă, iar la rotirea elicei rezultă din diferența între presiunea exercitată de mediu pe intradosul față de extradosul paletelor.
Elicele se confecționează din aliaje de alamă, ductile, polisabile și rezistente la solicitări și la coroziune; din oțeluri carbon sau aliate cu nichel (pentru spărgătoarele de gheață), sau din fontă turnată. O navă poate avea 1-5 elice dispuse la pupa. Unele spărgătoare de gheață, pasagere, feriboturi, dragi, gruie plutitoare etc. au elice și la prova, ca mijloc auxiliar pentru manevra de girație (la spărgătoare pentru îndepărtarea sloiurilor rupte de etravă). 
La unele tipuri de nave se folosesc:
- elice supracavitaționale, cu turații mari, de ex. la navele cu aripi portante;
- elice cu inel concentric la butuc, care micșorează efectul de sucțiune;
- elice cu manta tip Kort sau elice coaxiale contrarotative destinate navelor de ape mici;
- elice pivotante și escamotabile de tip Schottel, care înlocuiesc și instalația de guvernare la navele fluviale;
- elice cu pas variabil;
- elice identice celor de aviație instalate la hidroglisoare sau la navele cu pernă de aer.